# Polythysana albescens
Polythysana albescens är en fjärilsart som beskrevs av L.Sonthonnax 1904. Polythysana albescens ingår i släktet Polythysana och familjen påfågelsspinnare. Inga underarter finns listade i Catalogue of Life.